# Červený pás
Červený pás (v anglickém originále Redbelt) je americký akční film režiséra Davida Mameta z roku 2008.

## Obsazení
| Chiwetel Ejiofor    | Mike Terry   |
| Tim Allen           | Chet Frank   |
| Alice Braga         | Sondra Terry |
| Rodrigo Santoro     | Bruno Silva  |
| Jose Pablo Cantillo | Snowflake    |
| Randy Couture       | Dylan Flynn  |
| Caroline Correa     | Monica       |

## Produkce
Mamet popsal Redbelt jako samurajský film ve stylu Kurosawa. Do natáčení zapojil také několik bojovníků MMA jako např. Randyho Couturea, Ensona Inouea. Bratr mistra brazilského jiu jitsu Jeana Jacquese Machada John se podílel na choreografii bojových scén.
Samotný režisér Mamet je držitel fialového pásu v brazilském jiu jitsu, který získal pod vedením Renata Magna, který sloužil u filmu jako odborný poradce.